# Samuel Jones (Leichtathlet)
Samuel Jones (Samuel Symington Jones; * 16. Januar 1880; † 13. April 1954 in Knoxville, Tennessee) war ein US-amerikanischer Hochspringer und Olympiasieger.
In den Jahren 1901, 1903 und 1904 wurde er Meister der Amateur Athletic Union. Bei den Olympischen Spielen 1904 in St. Louis siegte er im Hochsprung mit 1,80 Meter. Im Dreisprung wurde er Siebter.
Nach seinem Studium an der New York University arbeitete er als Ingenieur und später als Lehrer.